# 格氏諾德脂鯉
格氏諾德脂鯉（學名：Knodus geryi），為輻鰭魚綱脂鯉目脂鯉亞目脂鯉科的其中一個種，分布於南美洲巴西巴拉圭河及do Peixe河流域，體長可達6.5公分，棲息在水質清澈且流動快速的溪流，以植物碎屑及昆蟲為食，生活習性不明。